# دوبنو
دوبنو (به انگلیسی: Dubno (air base)) یک فرودگاه نظامی است که یک باند فرود بتن دارد و طول باند آن ۲۵۰۰ متر است. این فرودگاه در شهر دوبنو کشور اوکراین قرار دارد و در ارتفاع ۲۲۴ متری از سطح دریا واقع شده است.